# Нахбар, Герберт
Ге́рберт На́хбар (нем. Herbert Nachbar; 12 февраля 1930, Грайфсвальд — 25 мая 1980, Восточный Берлин) — немецкий писатель.

## Биография
Герберт Нахбар родился в семье рыбака. В 1936—1940 годах учился в народной школе в Вольгасте, затем в педагогическом училище в Пазевальке. Обучался на электрика, затем учился в средней школе в Ростоке, где получил аттестат зрелости. Изучал медицину в Берлинском университете, бросил учёбу по окончании двух семестров. До 1953 года работал репортёром и редактором различных берлинских ежедневных газет, затем лектором издательства Aufbau-Verlag. С 1957 года занимался литературной деятельностью, проживал на острове Умманц, в Восточном Берлине, в Граль-Мюрице. Герберт Нахбар писал романы, рассказы и телевизионные сценарии. В ранних произведениях Нахбар описывал жизнь в рыбацких посёлках на берегу Балтийского моря, позднее обращался к другим темам и отчасти к собственному жизненному опыту. Для некоторых сочинений Нахбара характерны фантастические и романтические сюжеты, в которых угадывается влияние балтийских и скандинавских мифов. В 1957 году удостоился премии Генриха Манна, в 1961 году — литературной премии Объединения свободных немецких профсоюзов, в 1976 году стал лауреатом Национальной премии ГДР.
В 1968 году был назначен главным драматургом Ростокского народного театра, позднее перешёл на работу на телевидение ГДР в Берлине. Умер от тяжёлой болезни, с 1978 года был вынужден пользоваться инвалидным креслом.
Герберт Нахбар состоял в Союзе писателей ГДР и Пен-центре ГДР. С 1951 года был женат на художнице Бригитте Крёнинг, у них родились дочь Сабина (1955) и сын Роберт (1964).

## Сочинения
- Der Mond hat einen Hof, Berlin 1956
- Die gestohlene Insel, Berlin 1958
- Die Hochzeit von Länneken: Roman, Berlin 1960
- Der Tod des Admirals, Berlin 1960
- Brasilienfahrt, Rostock 1961 (совместно с Герхардом Феттером)
- Oben fährt der Große Wagen, Rostock 1963
- Ein Feldherr sucht seine Mutter, Rostock 1965
- Haus unterm Regen, Berlin u.a. 1965
- Meister Zillmann, Rostock 1965
- Die Millionen des Knut Brümmer, Rostock 1970
- Die Meisterjungfer, Rostock 1970
- Ein dunkler Stern, Berlin u.a. 1973
- Pumpendings seltsame Reise, Berlin u.a. 1975
- Der Weg nach Samoa, Berlin u.a. 1976
- Das fliegende Paddelboot, Berlin 1979
- Keller der alten Schmiede, Berlin u.a. 1979
- Helena und die Heimsuchung, Berlin 1981
- Die große Fahrt, Berlin u.a. 1982
- Der Junge mit den knielangen Hosen, Berlin u.a. 1984